# Francisco Carazo y Soto-Barahona
Francisco Carazo y Soto Barahona (Cartago, Costa Rica, 22 de octubre de 1741 - Cartago, Costa Rica, 13 de junio de 1794) fue un funcionario costarricense, que estuvo a cargo del gobierno político de la provincia de Costa Rica del 28 de enero al 11 de abril de 1781.

Fue hijo de Pedro Carazo y Gete, hidalgo originario de Santo Domingo de Silos, y de Ana Teresa de Soto y Barahona, originaria de Cartago. Casó en 1770 con Ana Jacoba de Alvarado y Baeza, hermana del vicario Pedro José de Alvarado y Baeza, presidente de la Junta Gubernativa interina de 1821 a 1822. Hijos del matrimonio Carazo-Alvarado fueron, entre otros, José Lorenzo, casado con María del Rosario Aranda; Nicolás, casado con Escolástica de Peralta y López del Corral; Pedro José, casado con Cleta Ugalde, y Joaquín Estanislao, casado con Ana Francisca de Bonilla y Alvarado. 

El 28 de enero de 1781, por muerte del gobernador interino Juan Fernández de Bobadilla y Gradi, asumió el mando político de Costa Rica en calidad de teniente de gobernador, por ser el alcalde ordinario de primer voto de la ciudad de Cartago. El mando militar recayó en el teniente Rafael Gutiérrez de Cárdenas.

El 11 de abril de 1781 entregó el poder al teniente coronel Juan Flores y Sánchez, nombrado como gobernador interino por la Real Audiencia de Guatemala, y mantuvo el cargo de alcalde primero hasta el 31 de diciembre de ese año. Fue alcalde primero de Cartago nuevamente en 1784 y 1786.

Entre sus descendientes figuraron Manuel José Carazo Bonilla, vicepresidente de la República de 1848 a 1849, y Rodrigo Carazo Odio, presidente de la República de 1978 a 1982.